# Carla Neggers
Carla Neggers (ur. 1955) – amerykańska pisarka tworząca thrillery i romanse.

## Życiorys
Skończyła studia na Uniwersytecie Bostońskim. Udziela się jako nauczycielka pisania powieści. Jej książki znajdowały się na liście bestsellerów amerykańskiego dziennika „The New York Times”. Tworzy również pod pseudonimami literackimi Anne Harrell i Amelia James.

## Publikacje książkowe (wybór)[2]
- 1994: Cenniejsze niż złoto (tytuł oryg. Claim the Crown)
- 2000: Księżycowy pocałunek  (tytuł oryg. Kiss the Moon)
- 2007: Wodospad  (tytuł oryg. Waterfall)
- 2009: Niewidzialny wróg  (tytuł oryg. Stonebrook Cottage)